# 小保内虎夫
小保内 虎夫（おぼない とらお、1899年4月25日 - 1968年12月21日）は、日本の心理学者。
岩手県出身。旧制福島中学、旧制第七高等学校造士館を経て、1924年東京帝国大学文学部心理学科卒業。東京高等学校教授、日本大学教授、東京文理科大学教授、1949年東京教育大学教授。1952年「認識錯誤の法則に関する研究」で東京大学より文学博士の学位を取得。視知覚の研究で小保内学説と呼ばれる感応理論を創設。

## 著書
- 『心理学概要』 培風館、1930－31
- 『人間科学としての心理学』 世界社、1948
- 『心理学と文化』 世界社、1949
- 『心理学 人間科学の基礎』 中山書店、1954
- 『視知覚 感応学説研究』 中山書店、1955

### 共編著
- 『色彩象徴法性格検査解説』松岡武共著 甲文社、1952
- 『入門心理実験法』小笠原慈瑛、辰野千寿共著 中山書店、1954
- 『大学入試方法の検討』石山脩平共編 中山書店、1956

## 論文
- 「相関係数による心理学研究の諸方面」 『心理研究』 第149号1924
- 「二要素説」 『日本心理学雑誌』 第2巻 4冊 1924
- 「双生児による心的遺伝の研究」 『心理学研究』 第1巻 5冊 1926
- 「一般知能に関する論争 (1) - (7)」 『教育心理研究』 第1巻 5号 1926 - 2巻 8号 1927
- 「太陽及び月の大きさの錯覚」 『心理学研究』 第3巻 1冊 1928
- 「生理心理学的研究 第2報告」 『心理学研究』 第5巻 3輯 1930
- 「視空間構造の実験的研究」 『心理学研究』 第5巻 6輯 1930
- 「錯視に就いて」 『教育心理研究』 第5巻 9号 1930
- "Experimentelle Untersuchungen über den Aufbau des Sehraumes", Archiv für die gesamte Psychologie, 82, 1931
- 「思想問題研究の方針と問題」 『心理学研究』 第7巻 6輯 1932
- 「感応理論の研究 (1) - (44)」 『心理学研究』 第8巻 1輯 1933 - 第26巻 1955
- 「原始的感情」 『増田博士謝恩 最近心理学論文集』 岩波書店 1935
- 村松公次と共著 「視力の非等方周期性に関する実験的研究」 『心理学研究』 第10巻 2輯 1935
- 「国防心理学の現況」 『現代心理学 VII. 国防心理学』 河出書房 1941
- 「感応心理学の諸問題」 『哲学雑誌』 第58巻 674号 1943
- 「感応心理学の立場から行った F - G 交差現象の研究」 『心理学研究』 第19巻 3・4 合輯 1949
- 「心理学における感応学説」 『基礎科学』 第21号 1950
- 「知覚の生理心理学」 『生理学講座第 5巻』 中山書店 1951
- 「知覚の発達」 『田中寛一博士古希記念論文集 教育心理学の諸問題』 日本文化科学社 1952
- 「視知覚」 『心理学講座 4. 知覚心理』 中山書店 1953
- 浅見千鶴子ほかと共著 「学習理論」 『心理学講座 5. 学習心理』 中山書店 1953
- 「応用心理」 『職業指導講座 2. 基礎編 II 』 中山書店 1955
- "The concept of psychophysiological induction", Psychologia, Vol. 6, 1962
- 「社会心理学の基礎理論-心理学説」 「社会心理学の研究領域」 『講座現代社会心理学 1. 社会心理学の基礎理論』 中山書店 1959
- "Some analytical studies of the induction field", Psychologische Beiträge, Vol. 6, 1962

## 参考
- コトバンク
- 『日本心理学者事典』クレス出版、2003年。ISBN 4-87733-171-9。